# Köksal Toptan

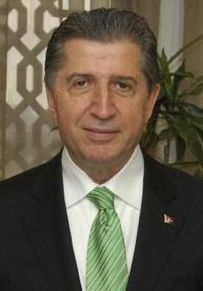
Köksal Toptan

Köksal Toptan (Rize, 1943) is een Turks politicus en de 23e voorzitter van het parlement van Turkije en volgde daarmee partijgenoot Bülent Arınç op. Hij is een afgevaardigde uit Zonguldak voor de Gerechtigheids- en Ontwikkelingspartij en diende als minister van onderwijs in het 7e kabinet-Demirel (23 juni, 1991 - 25 juni, 1993) en als minister van cultuur in het 2e kabinet-Çiller (5 oktober, 1995 - 30 oktober, 1995).
Köksal is getrouwd en heeft drie kinderen.